# Villegusien-le-Lac
Villegusien-le-Lac là một xã thuộc tỉnh Haute-Marne trong vùng Grand Est đông bắc nước Pháp. Xã này nằm ở khu vực có độ cao trung bình 312 mét trên mực nước biển.
Dân số năm 1999 là 669 người.